# Alfonso Plummer
Alfonso Plummer (nacido en Fajardo (Puerto Rico); 4 de septiembre de 1997) es un baloncestista puertorriqueño que pertenece a la plantilla del BAXI Manresa de la liga ACB española. Con 1,85 metros de estatura, juega en la posición de escolta.

## Trayectoria deportiva
Es un jugador formado en el Colegio La Luz Juncos de Juncos en Puerto Rico, antes de ingresar en 2017 en el Arizona Western College de Yuma en Arizona, donde jugó dos temporadas. En 2019, ingresa en la Universidad de Utah en Salt Lake City, donde juega dos temporadas la NCAA con los Utah Utes, desde 2019 a 2021.
En la temporada 2021-22, cambia de universidad e ingresa en la Universidad de Illinois en Urbana-Champaign, donde disputa la NCAA con los Illinois Fighting Illini. 
Tras no ser drafteado en 2022, el 4 de agosto de 2022, firma un contrato por una temporada para debutar como profesional en las filas del Lavrio B.C. de la A1 Ethniki.
El 4 de noviembre de 2022, Plummer fue elegido para reforzar a los Capitanes de Ciudad de México de la NBA G League.
El 17 de noviembre de 2022, firma por el Paris Basketball de la LNB Pro A.
El 7 de julio de 2024 firmó con el equipo alemán del ratiopharm Ulm de la Basketball Bundesliga.
El 4 de agosto de 2025 fichó por el BAXI Manresa de la liga ACB.